# Proceso Teller-Ulam
El diseño de Teller-Ulam es un diseño de arma nuclear que se utiliza en la gama de las armas termonucleares, y que se designa de forma familiar como “el secreto de la bomba de hidrógeno". Su nombre viene de los dos principales contribuidores, el físico húngaro-estadounidense Edward Teller y del matemático polaco-estadounidense Stanisław Ulam, que desarrolló el diseño en 1951. La idea básica es el uso de una bomba atómica de fisión nuclear a modo de disparador, colocada cerca de una cantidad de combustible de fusión nuclear, y el uso de la “implosión de la radiación” para comprimir el combustible de la fusión y conseguir su encendido. 
La bomba H, también llamada bomba de hidrógeno o  bomba de fusión  o bomba termonuclear es una bomba nuclear en la cual la energía liberada proviene de la fusión nuclear de átomos ligeros en átomos más pesados.

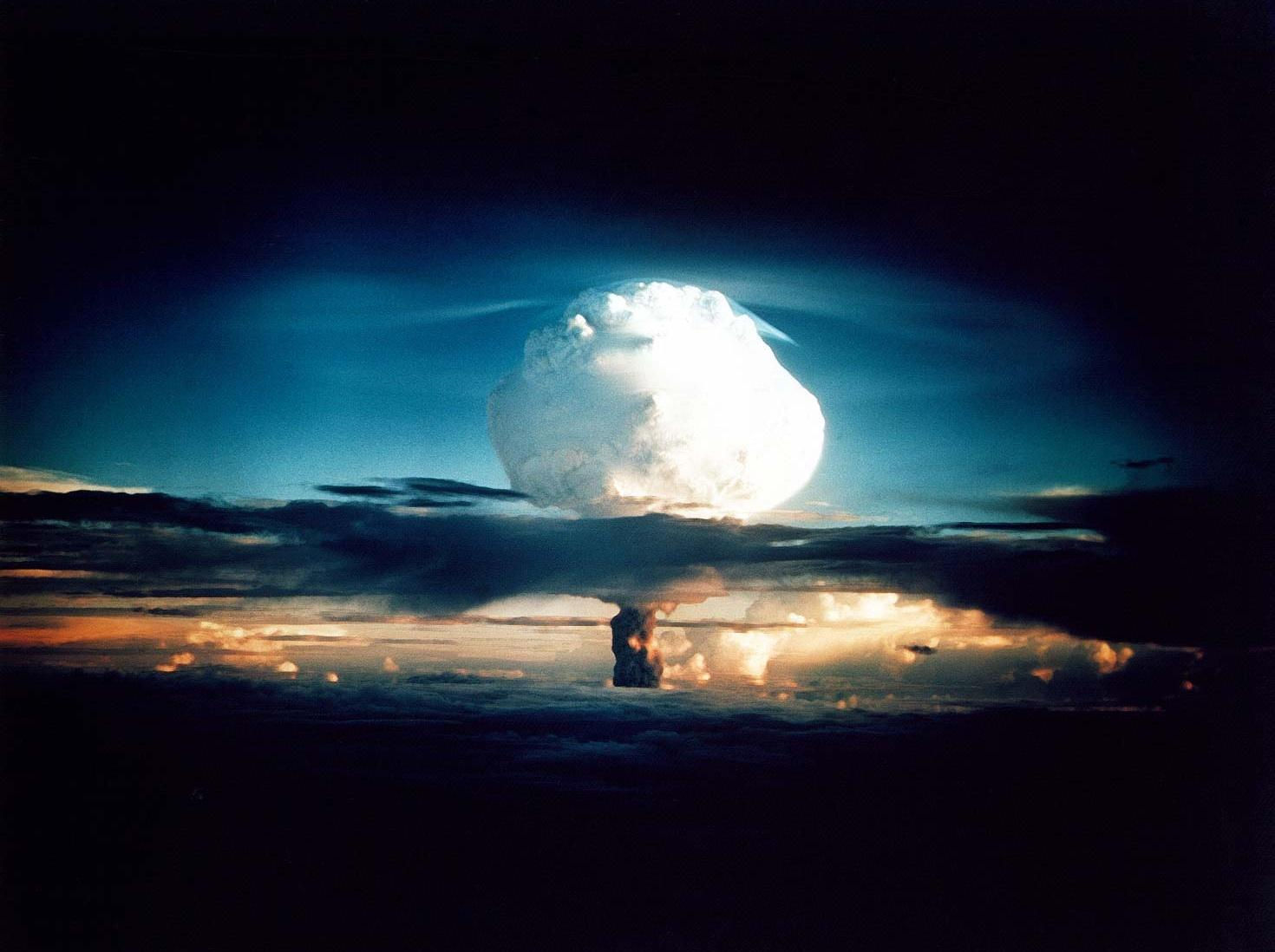
Explosión de Ivy Mike, la primera bomba H probada, el 31 de octubre de 1952.

## Historia
En 1940, el húngaro-estadounidense Edward Teller estudia la posibilidad de utilizar la cantidad enorme de calor (108 °C, es decir cien millones de grados centígrados) producida por la explosión de una bomba atómica de fisión nuclear para poner en marcha el proceso de fusión nuclear. En 1941, Teller se une al Proyecto Manhattan, que tiene como objetivo desarrollar la bomba atómica de fisión.
Después de trabajos preliminares en Chicago con Enrico Fermi, y en Berkeley con Robert Oppenheimer, Teller fue a los laboratorios de Los Álamos (Nuevo México, Estados Unidos) para trabajar en la bomba atómica bajo la dirección de Oppenheimer. Debido a que las dificultades encontradas para realizar una bomba de fisión nuclear fueron enormes, no se siguió la pista de la bomba H, lo que causó una gran decepción a Teller.
En 1949, cuando los soviéticos hicieron explotar su propia bomba de fisión (RDS-1), los análisis de los servicios de inteligencia estadounidenses demostraron que se trataba de una bomba que utilizaba el plutonio como combustible nuclear. El monopolio de los Estados Unidos en el tema nuclear dejaba de existir, y la noticia causó un choque psicológico considerable, pues los estadounidenses estimaban poder conservar el monopolio del arma nuclear durante una decena de años. Se comprometen entonces en una nueva epopeya, la de la búsqueda de una bomba todavía más poderosa que la bomba de fisión: la bomba de fusión.
El presidente de los Estados Unidos Harry Truman pide así al laboratorio de Los Álamos desarrollar una bomba basada en la fusión de átomos de hidrógeno. Oppenheimer está en contra de esta decisión, considerando que es sólo otro instrumento de genocidio. Teller fue puesto a cargo del programa. Sin embargo, su modelo, aunque razonable, no permitió lograr el fin pretendido.
El matemático polaco-estadounidense Stanisław Ulam, en colaboración con C.J. Everett, realizó cálculos detallados que muestran que el modelo de Teller es ineficaz. Ulam sugiere entonces un nuevo método que sí resultará exitoso. Colocando en un recinto una bomba de fisión en una extremidad y el material termonuclear en la otra, es posible dirigir las ondas de choque producidas por la bomba de fisión para comprimir y encender el combustible termonuclear (hidrógeno).
En un principio Teller no aceptó la idea, pero luego comprendió todo su mérito y sugirió la utilización de radiación en vez de ondas de choque para comprimir el material termonuclear. La primera bomba H, Ivy Mike, estalla sobre el atolón de Eniwetok (cerca de Bikini, Océano Pacífico) el 1 de noviembre de 1952 a satisfacción de Teller, con el desacuerdo de una parte mayoritaria de la comunidad científica.
La "implosión por radiación" se convirtió entonces en el método estándar para crear las bombas de fusión. Ambos creadores, Ulam y Teller, produjeron así su bomba H.

## Bomba H tipo Teller-Ulam

### Estructura

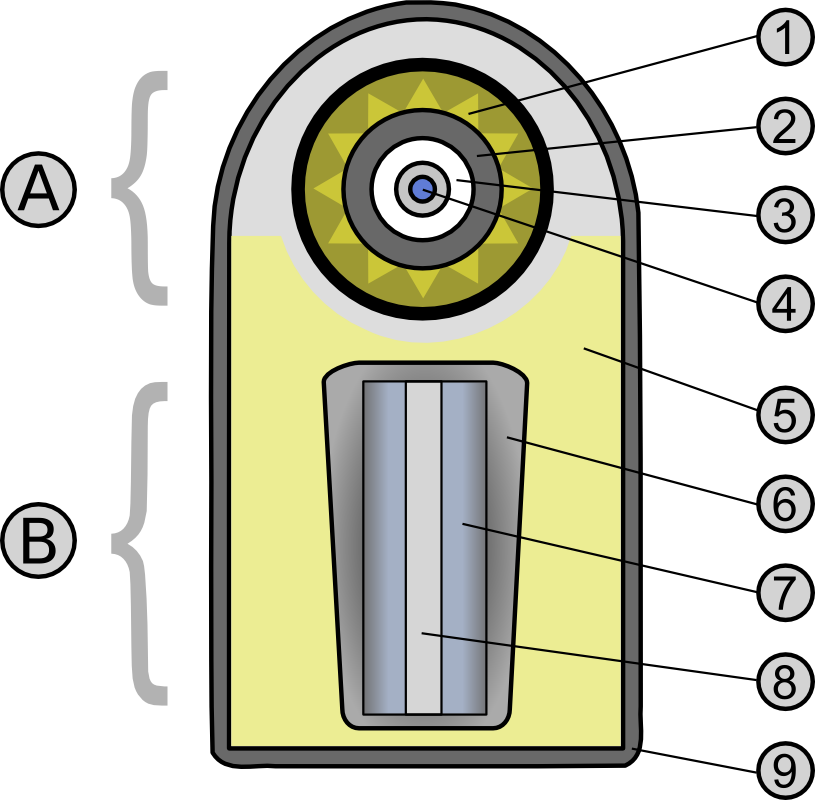
Configuración de una bomba de fisión-fusión-fisión
A : etapa de fisión
B : etapa de fusión
1. Lentes de explosivos convencionales de alta potencia destinadas a desencadenar la reacción de fisión
2. Uranio-238 ("tampón")
3. Vacío ("levitación")
4. Gas de tritio ("refuerzo", en azul) encerrado en un núcleo hueco de plutonio o uranio
5. Espuma de poliestireno
6. Uranio-238 ("tampón")
7. Deuterio de litio 6 (combustible de la fusión)
8. Plutonio (bujía de encendido)
9. Envoltura reflectante (refleja los rayos X hacia el dispositivo de la fusión)

Una bomba de arquitectura Teller-Ulam es lo mismo que una bomba de fisión-fusión-fisión. Tal bomba consta de dos partes principales:
- La parte primaria alta: es la bomba de fisión que, al estallar, conlleva un aumento muy fuerte de la temperatura y por ello, el encendido de la fusión.

- La parte secundaria baja: es el material que va a fusionarse, en este caso deuterio, acompañado por un núcleo de plutonio y de una cubierta de uranio 238. Esta parte está rodeada de una espuma de poliestireno que permitirá una subida muy alta de la temperatura.

- Por último, es posible utilizar una tercera etapa, del mismo tipo que la segunda, para producir una bomba de hidrógeno mucho más poderosa. Esta etapa suplementaria es mucho más voluminosa (por término medio 10 veces más) y su fusión comienza gracias a la energía producida por la fusión de la segunda etapa. Es posible pues fabricar bombas H de potencias muy grandes simplemente añadiendo varias etapas.

La propia bomba se rodea de una estructura para permitir retener en el interior los rayos X producidos por la explosión de la bomba de fisión. Esta radiación se redirige al interior con el fin de comprimir el material de fusión y conseguir que se "encienda".

### Desarrollo de la explosión de una bomba Teller-Ulam
La explosión de una bomba H se realiza en un intervalo del tiempo muy corto: 6.10-8 s, o sea 6 cienmillonésimas de segundo. La reacción de fisión toma 5,5 cienmillonésimas partes de segundo y la de fusión 0,5 cienmillonésimas.
1. Después del encendido del explosivo químico, la bomba de fisión en el primario se pone en marcha.
2. La explosión provoca la aparición de rayos X, que se reflejan sobre la cubierta e ionizan el poliestireno que pasa al estado de plasma.
3. Los rayos X irradian el tampón que comprime el combustible de fusión deuteruro de litio (6 LiD) y ceba el plutonio que, bajo el efecto de esta compresión y de los neutrones, comienza a fisionarse.
4. Comprimido y llevado a temperaturas muy altas, el deuteruro de litio (6LiD) comienza la reacción de fusión. Generalmente se observan este tipo de reacciones de fusión:
D + T → 4He + n  
D + D → 3He + n  
 D + D → T + p  
D + 3He → 4He + p  
T + T → 4He + 2n  
6Li + n → T + 4He 
7Li + n → T + 4He + n 
n siendo un neutrón y p un protón. 
Cuando el material de fusión se fusiona a más de 100 millones de grados, libera muchísima energía. A la temperatura dada, el número de reacciones aumenta con arreglo al cuadrado de la densidad: así, una compresión mil veces más elevada incrementa un millón de veces la energía producida.
5. La reacción de fusión produce un gran flujo de neutrones que va a irradiar el tampón, y si este está formado por materiales fisibles (como el  238  U) va a producirse una reacción de fisión, provocando una nueva liberación de energía del mismo orden de magnitud que la reacción de fusión.

Desarrollo de la explosión de una bomba H
A Bomba antes de la explosión. Etapa de fisión (arriba) llamada primaria, etapa de fusión (abajo), llamada secundaria, totalmente suspendidas en una espuma de poliestireno.
B Un explosivo de alta potencia detona en el primario, comprimiendo el uranio de forma supercrítica y empieza una reacción de fisión.
C El primario emite rayos X que son reflejados por la cubierta e irradian la espuma de poliestireno.
D La espuma de poliestireno se hace plasma a causa de la radiación y comprime el secundario, y el plutonio comienza su fisión.
E Comprimido y calentado, el deuteruro de litio-6 comienza la reacción de fusión, un flujo de neutrones enciende la fusión del tampón. Comienza a formarse una bola de fuego...

## Potencia de una bomba H
La explosión de una bomba de fisión genera una energía de aproximadamente 14 kt de TNT es decir  14.000 toneladas de TNT. Una tonelada de TNT desarrolla {\displaystyle 10^{9}} calorías, o sea {\displaystyle 4,.184'10^{9}} julios. 
En comparación, las bombas H típicamente serían por lo menos 1 000 veces más potentes que Little Boy, la bomba atómica de fisión lanzada sobre Hiroshima. Por ejemplo, Ivy Mike, la primera bomba de fusión estadounidense, liberó una energía de aproximadamente 10.400 kT. La explosión más potente de la historia fue la de la Bomba del Zar soviética que debía servir como prueba para bombas de 100 Mt, pero se redujo hasta las 50 Mt por precaución. La energía máxima liberada por una bomba de fusión no tiene límite teóricamente.

## Bombas de fusión "célebres"

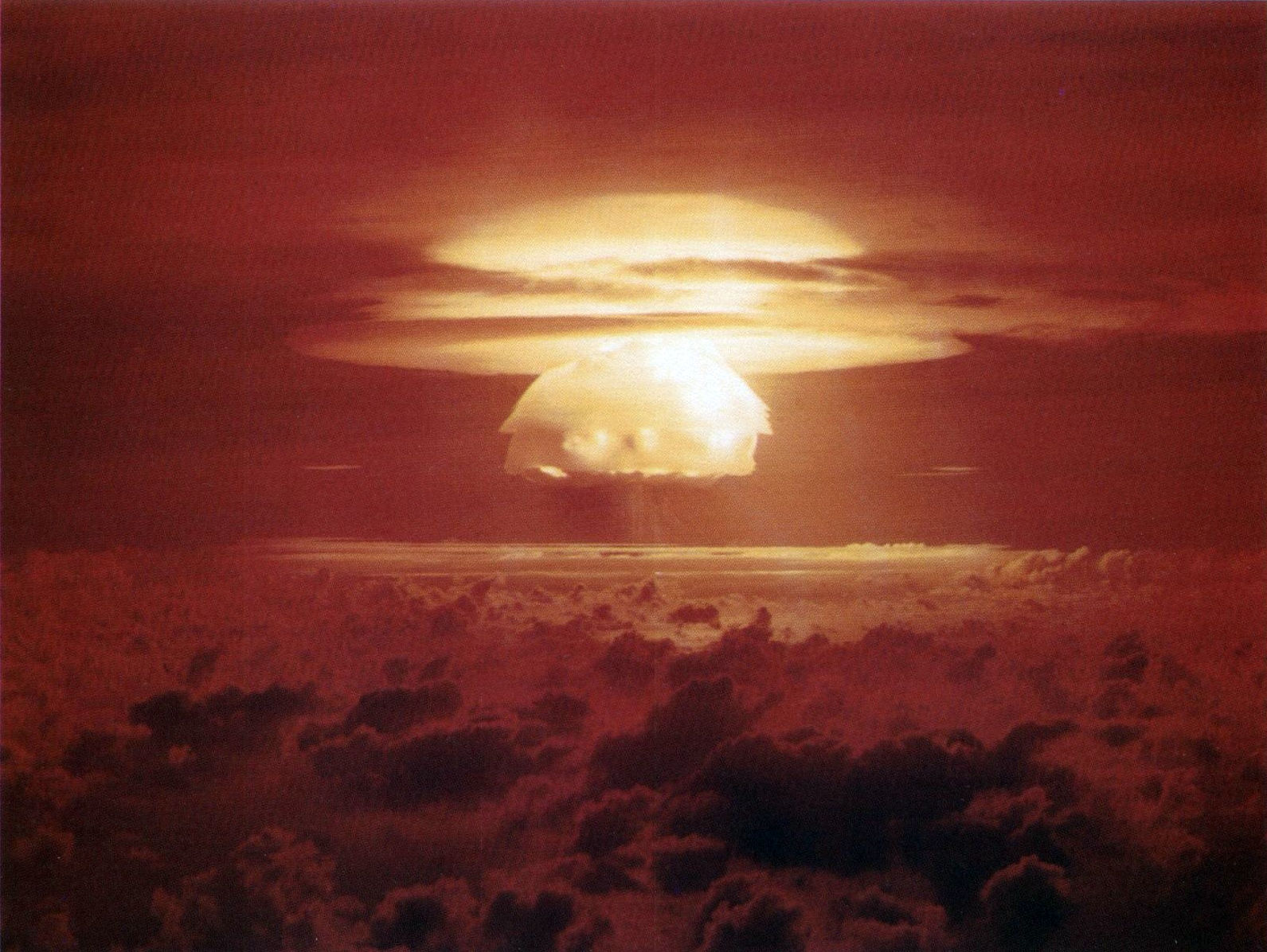
La prueba "Castle Bravo", de una potencia de 15 megatones (Bikini, 1954).

- Ivy Mike: bomba estadounidense, primera bomba H en ser sometida a un ensayo. Estalló sobre el atolón de Enewetak  (en las Islas Marshall) el 31 de octubre de 1952. Tenía una potencia de 10,4 Mt. La onda de choque generada por la explosión de esta bomba dio tres veces la vuelta alrededor de la Tierra.

- Castle Bravo: es el nombre de la bomba H más potente explotada en pruebas por los Estados Unidos. De una potencia de 15 Mt, la explosión se efectuó en el atolón de Bikini (en las Islas Marshall), el 1 de marzo de 1954.

- Bomba del Zar: fue una bomba H de tres etapas desarrollada por la Unión Soviética. De una potencia de 50 Mt, estalló el 31 de octubre de 1961 sobre el archipiélago de Nueva Zembla (en la ubicación "C" de Sukhoy Nos), como demostración de fuerza efectuada por los soviéticos. Es la explosión nuclear más potente de origen humano de la historia.